# Harzgas
Als Harzgas wurde ein aus Kolophonium (Geigenharz) gewonnenes Gasgemisch bezeichnet, das während der Mitte des 19. Jahrhunderts als Leuchtgas verwendet wurde. Harzgas wurde auch als Additiv anderen Arten von Leuchtgas zugefügt, um deren Leuchtkraft zu verbessern und Produktionskosten zu sparen. Nach anfänglicher schneller Verbreitung der Harzgases in der Stadtbeleuchtung in Europa und den USA konnte es sich jedoch langfristig nicht gegenüber dem günstigeren Kohlegas durchsetzen.

## Geschichte

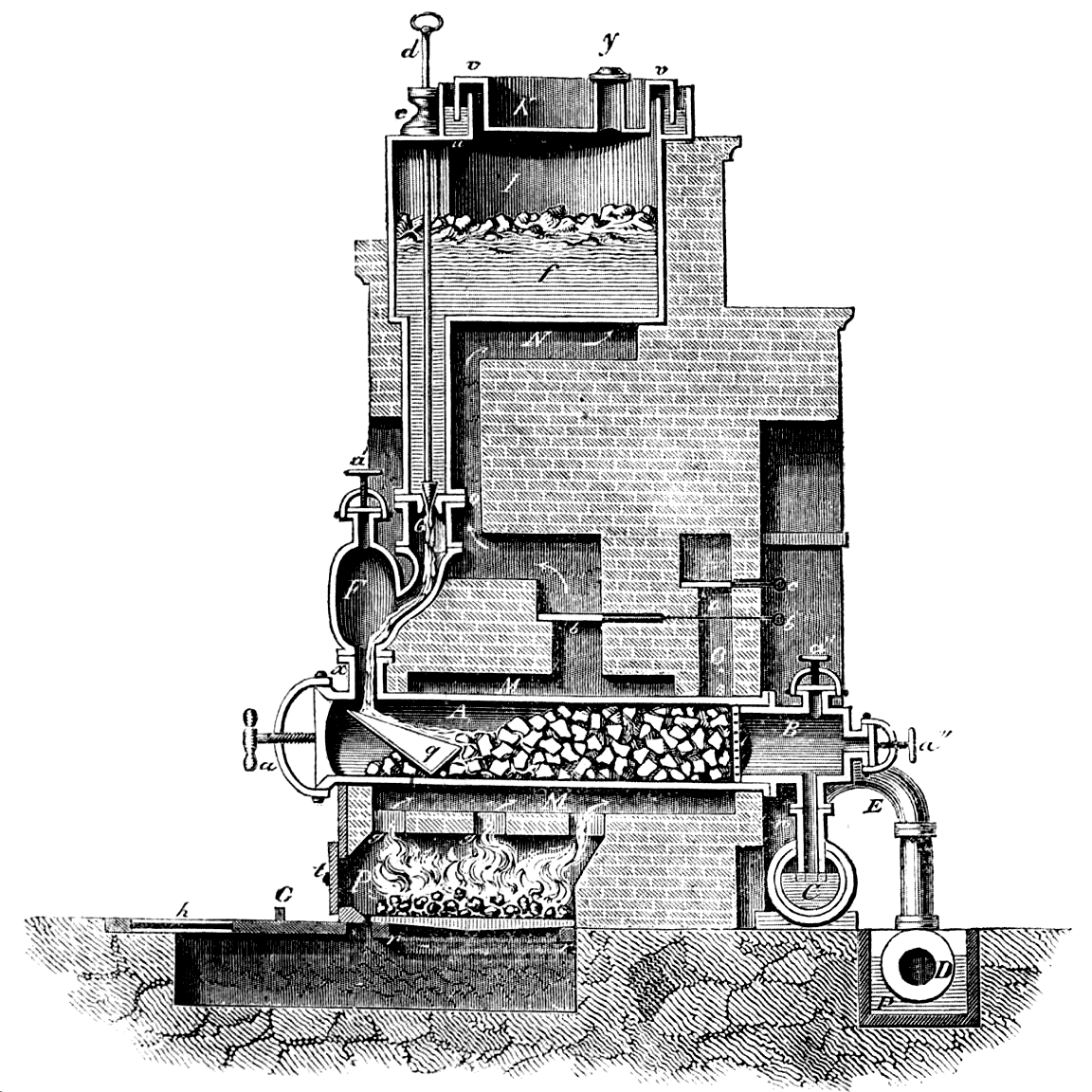
Apparat zur Herstellung von Harzgas nach Henry Bernard Chaussenot

Erste Versuche zur Gewinnung und Verwendung von Harzgas wurden gegen Ende der 1820er Jahre in England und Frankreich durchgeführt. In Frankreich war hierbei der Ingenieur Henry Bernard Chaussenot federführend, der im Jahr 1829 in Hagenau im Elsass ein Patent auf einen Apparat zur Erzeugung von Harzgas anmeldete. Bereits zwei Jahre zuvor und unabhängig von Chaussenot erfolgte 1827 in England die Anmeldung des ersten Patents auf einen ähnlichen Apparat durch John Frederic Daniell. Ein im gleichen Jahr durch John Martineau und Philip Taylor an der London Institution errichteter Prototyp des Apparats von Daniell produzierte eine Tagesmenge von etwa 1000 Kubikfuß (ca. 28 m³) an Harzgas, welches in Reinform als Leuchtgas zur Beleuchtung der Institution verwendet wurde. Hierbei fielen die deutlich bessere Leuchtkraft (Verhältnis ca. 2,5:1) und Reinheit sowie die vermeintlich günstigeren Produktionskosten im Vergleich zu dem damals verbreiteten Kohlegas auf, was internationale Aufmerksamkeit u. a. auch in Deutschland erregte. So berichtete das Polytechnische Journal im Jahr 1828: "Diese neue Art von Gasbeleuchtung [...] gewährt in Hinsicht auf Wohlfeilheit und Reinlichkeit große Vortheile."
Die höhere Leuchtkraft des Harzgases gegenüber dem Kohlegas ist auf den höheren Anteil an schweren Kohlenwasserstoffen zurückzuführen. Die bessere Reinheit im Sinne einer geringeren Geruchsentwicklung beruht darauf, dass Harzgas im Gegensatz zum Kohlegas keine schweflige Säure enthält. Diese Vorzüge des Harzgases führten dazu, dass sich seine Verwendung als Leuchtgas zur Stadtbeleuchtung schnell verbreitete. Schon im Jahr 1832 wurde es in vielen Städten u. a. Großbritanniens, der Niederlande, Frankreichs und der USA verwendet. Auch in Deutschland kam das Harzgas bald zum Einsatz. In Frankfurt am Main wurde bereits im Jahr 1829 Harzgas zur Stadtbeleuchtung durch die Frankfurter Gasgesellschaft eingeführt.
Mit der zunehmenden Verbreitung des Harzgases wurde jedoch deutlich, dass dieses nicht grundsätzlich günstiger als Kohlegas war. Oft lagen die Gesamtkosten sogar deutlich darüber. Dies lag vor allem daran, dass die Produktionskosten des Harzgases anfänglich unterschätzt wurden. Dazu kam, dass die Kosten des Harzgases von den Kosten seines Ausgangsmaterials, des Kolophoniums, abhingen. Dieses war zu Beginn des 19. Jahrhunderts durch den Import großer Mengen aus Nordamerika auch in Europa günstig verfügbar. Als sich das Kolophonium jedoch verteuerte, wirkte sich dies auch auf den Preis des Harzgases aus. Gleichzeitig führten Verbesserungen im Produktionsprozess des Kohlegases dazu, dass sich dessen Qualität verbesserte und sein Preis sank.
Bereits gegen Ende der 1830er Jahre war daher die Verwendung von Harzgas als Leuchtgas in Reinform international rückläufig, und viele Anlagen zur Gewinnung von Harzgas wurden für die Gewinnung von Kohlegas umgerüstet. Dies war auch in Deutschland der Fall, so dass im Jahr 1845 unter den acht Städten, die bereits über Gasbeleuchtung verfügten, lediglich Frankfurt am Main noch Harzgas verwendete, während die anderen sieben auf Kohlegas setzen. Die Sonderstellung Frankfurts war darauf zurückzuführen, dass die Frankfurter Gasgesellschaft, welche die Beleuchtung mit Harzgas 1829 eingeführt hatte, dabei mit der englischen Imperial Continental Gas Association (ICGA) einen Vertrag über die Gewinnung von Harzgas auf 18 Jahre abgeschlossen hatte, also bis 1847. Die ICGA selbst eröffnete jedoch im Jahr 1844 ebenfalls ein Gaswerk in Frankfurt, welches Kohlegas produzierte und in direkter Konkurrenz zum Werk der Frankfurter Gasgesellschaft stand. Dies sowie die Verteuerung des Kolophoniums führten dazu, dass letztlich auch in Frankfurt das Harzgas durch andere Ölgase und Kohlegas abgelöst wurde.
Nach der Verdrängung durch das Kohlegas wurde das Harzgas diesem noch für einige Zeit als Additiv beigemischt. Dies verbesserte nicht nur die Leuchtkraft des Kohlegases, sondern hatte den zusätzlichen und wichtigeren Vorteil, dass die bei der Produktion von Kohle- und Harzgas entstehenden Abfälle in Kombination als Brennstoff für den Betrieb des Gaswerks verwendet werden konnten, was dessen Betriebskosten verringerte. Ein Beispiel für ein solches Gasgemisch aus Harz- und Kohlegas war das von den Stadtwerken Düsseldorf zwischen 1846 und 1866 verwendete "Patentgas", das durch die Düsseldorfer Firma Sinzig & Co. produziert wurde. Die Verwendung als Additiv konnte die Verdrängung des Harzgases und anderer Ölgase durch das Kohlegas jedoch nicht aufhalten. Gegen Ende des 19. Jahrhunderts fand das Harzgas keine kommerzielle Anwendung als Leuchtgas mehr.

## Herstellung
Zur Gewinnung von Harzgas wurde das Kolophonium zunächst verflüssigt. Dies geschah entweder durch Lösen in Öl oder durch Schmelzen. Eine möglichst vollständige Verflüssigung war entscheidend, um einen kontinuierlichen Betrieb der Gasgewinnungsanlage ohne Verstopfen zu gewährleisten. Das verflüssigte Kolophonium wurde durch rot glühenden Koks geleitet und dadurch vergast. Dieses "rohe" Harzgas wurde dann zunächst von dem gleichzeitig entstehenden Harzöl getrennt, gekühlt und zur Reinigung durch Natronlauge geleitet, um das im Gas enthaltene Kohlenstoffdioxid zu entfernen. Das gleichzeitig entstandene Harzöl wurde bei manchen Verfahren zum Lösen von weiterem Kolophonium wieder in den Produktionsprozess eingespeist und dadurch wiederverwertet.